# ويليام هنري دونالد
ويليام هنري دونالد (بالإنجليزية: William Henry Donald)‏ هو صحفي أسترالي، ولد في 22 يونيو 1875، وتوفي في 9 نوفمبر 1946.